# Strophurus
Genre
Strophurus est un genre de gecko de la famille des Diplodactylidae.

## Répartition
Les 19 espèces de ce genre sont endémiques d'Australie.

## Description
Ce sont des geckos nocturnes et arboricoles très proches des Diplodactylus dans lequel elles ont été auparavant classées. La particularité notable de ce genre est la capacité à projeter une substance défensive à partir d'une glande située sur la queue.

## Liste des espèces
Selon The Reptile Database (12 juin 2017) :
- Strophurus assimilis (Storr, 1988)
- Strophurus ciliaris (Boulenger, 1885)
- Strophurus congoo Vanderduys, 2016
- Strophurus elderi (Stirling & Zietz, 1893)
- Strophurus horneri Oliver & Parkin, 2014
- Strophurus intermedius (Ogilby, 1892)
- Strophurus jeanae (Storr, 1988)
- Strophurus krisalys Sadlier, O’Meally & Shea, 2005
- Strophurus mcmillani (Storr, 1978)
- Strophurus michaelseni (Werner, 1910)
- Strophurus rankini (Storr, 1979)
- Strophurus robinsoni (Smith, 1995)
- Strophurus spinigerus (Gray, 1842)
- Strophurus strophurus (Duméril & Bibron, 1836)
- Strophurus taeniatus (Lönnberg & Andersson, 1913)
- Strophurus taenicauda (De Vis, 1886)
- Strophurus wellingtonae (Storr, 1988)
- Strophurus williamsi (Kluge, 1963)
- Strophurus wilsoni (Storr, 1983)

## Publication originale
- Fitzinger, 1843 : Systema Reptilium, fasciculus primus, Amblyglossae. Braumüller et Seidel, Wien, p. 1-106. (texte intégral).